# Standardni rastvor
U analitičkoj hemiji, standardni rastvor je rastvor koji sadrži precizno poznatu koncentraciju elementa ili supstance, i.e., poznatu težinu rastvoraka rastvorenu u specifičnoj zapremini. On se priprema koristeći standardne supstance, kao što su primarni standardi. Standardni rastvori se koriste za određivanje koncentracije drugih supstanci, npr. putem titracije. Koncentracije standardnih rastvora se normalno izražavaju u jedinicama mol po litru (mol/L, što se često skraćuje na M za molarnost), mol po kubnom decimetru, kilomol po kubnom metru.

## Upotrebe
Rastvor kiseline se može standardizovati titracijom sa rastvorom alkalije poznate koncentracije. Nakon određivanja njegove koncentracije, on se može koristiti kao standardni rastvor za određivanje koncentracija rastvora alkalija.
Standardni rastvori se takođe često koriste za određivanje koncentracije analitičkih supstanci. Putem poređenja apsorbancija uzorka na specifičnoj talasnoj dužini sa serijom standardnih rastvora različitih poznatih koncentracija analiziranog materijala, koncentracija uzorka se može odrediti koristeći Birov zakon. Više formi spektroskopije se može koristiti na ovaj način dokle god analizirani materijal znatno apsorbuje u datom delu spektra. Standardni rastvori se takođe koriste kao reference i pri određivanju koncentracije nepoznate materije.

## Literatura
- Freiser, Henry; Nancollas, George H (1987). Compendium of Analytical Nomenclature: Definitive Rules 1987. Oxford: Blackwell Scientific Publications. стр. 48. ISBN 0-632-01907-7.